# Народна скупштина Србије 1871.
Редован сазив Народне скупштине је заседао у Крагујевцу у периоду 5. септембра — 24. октобра 1871.

## Народна скупштина у Крагујевцу 1871.
Законодавна скупштина из 1870, пошто је донела најнужније законе саобразне новом уставу, разишла се; по одредби устава, требало је одмах после тога раописати нове изборе за редовну законодавну Народну скупштину, за период од 1871—1873. Избори су, y целој земљи, извршени 6. августа 1871, по новом изборном закону, по коме је имало да се бира 97 народних посланика, што са бројем именованих посланика (18) износи 115 чланова Скупштине. По извршеним изборима Скупштина је сазвана y први редован сазив за 1871, на дан 5. септембра исте године.
Извршена је, пре свега, верификација мандата. По томе је изабрано шест лица од којих је Намесништво за председника Скупштине именовало Живка Карабиберовића, a за потпредседника Јосифа Панчића. Секретаре бирала је скупштина сама, па сy изабрани Алимпије Васиљевић, Димитрије Јовановић, Јован Бошковић и Милош Прокић. После конституисања скупштинске седнице отворене су намесничком Беседом на коју је Скупштина одговорила својом Адресом.
У сазиву за 1871 донесени су ови закони: * закона о Државној штампарији; * закона о устројству ђумрука; закон о повластицама које се дају Београдском кредитном заводу, Смедеревској и Пожаревачкој банци; * закона о Великој школи; **закона о правозастушшцима; * закона о уређењу основних школа; но сем тога Скупштина се бавила и питашем изградње „гвоздених" путева, Ђердапским питањем, итд. Сазив за 1871 закључен је 24. октобра 1871, намесничком Беседом.